# Plectrocnemia angulata
Plectrocnemia angulata là một loài Trichoptera hóa thạch trong họ Polycentropodidae.